# What We Saw from the Cheap Seats
What We Saw from the Cheap Seats è il sesto album discografico in studio della cantautrice statunitense Regina Spektor, pubblicato nel maggio 2012 dalla Sire Records.
Il disco è stato registrato a Los Angeles con Mike Elizondo nell'estate 2011. Si tratta di una raccolta di nuovo materiale e di vecchie registrazioni in studio e dal vivo.

## Tracce
1. Small Town Moon – 3:02
2. Oh Marcello – 2:38
3. Don’t Leave Me (Ne Me Quitte Pas) – 3:39
4. Firewood – 4:55
5. Patron Saint – 3:40
6. How – 4:48
7. All the Rowboats – 3:34
8. Ballad of a Politician – 2:13
9. Open – 4:30
10. The Party – 2:28
11. Jessica – 1:44

Deluxe edition bonus tracks
1. Call Them Brothers (featuring Only Son) – 3:07
2. The Prayer of François Villon – 3:33
3. Old Jacket (Stariy Pidjak) – 2:04